# Marja Pruis
Marja Pruis (Amsterdam, 26 oktober 1959) is een Nederlands journalist, columnist en schrijver.

## Biografie
Marja Pruis studeerde Neerlandistiek en Algemene Taalwetenschap aan de Universiteit van Amsterdam. Daarna ging zij vanaf 1998 aan de slag als literatuurredactrice bij De Groene Amsterdammer, waar zij deel uitmaakt van de redactie.
Sinds 1999 schrijft ze romans. In 2002 debuteerde ze met Bloem, een experimentele, impressionistische novelle over lust, seks en de afstand tussen twee mensen in een liefdesrelatie. In 2005 kwam De Vertrouweling uit, een tweede roman over de afstand tussen mensen in een intieme relatie - tussen moeder en dochter, tussen vriendinnen en tussen man en vrouw. De Vertrouweling leverde Pruis nominaties op voor de AKO Literatuurprijs en de Anna Bijns Prijs. In 2008 verscheen Atoomgeheimen, een meer thriller-achtige roman over een succesvolle lingerieontwerpster die wordt geconfronteerd met haar jaren 80 actieverleden. Atoomgeheimen kwam op de longlist van de AKO Literatuurprijs.
In 2011 publiceerde Pruis het literatuurkritische werk Kus me, straf me. Op 30 september 2011 kwam ze ermee op de shortlist van de AKO Literatuurprijs en in mei 2013 won ze er de tweejaarlijkse Jan Hanlo Essayprijs mee. In 2013 schreef Pruis Als je weg bent, een persoonlijke zoektocht naar het leven en werk van de Vlaamse filosofe Patricia De Martelaere (1957-2009). In 2016 publiceerde ze de roman Zachte riten, waarmee ze de shortlist haalde van zowel de Libris Literatuur Prijs als de ECI Literatuurprijs.

## Erkenning
- 2013: Jan Hanlo Essayprijs voor het literatuurkritische werk Kus me, straf me. Over lezen en schrijven, liefde en verraad (2011)[1]
- 2016: Heldringprijs (beste columnist van Nederland) voor haar literaire columns in De Groene Amsterdammer[1]
- 2018: J. Greshoff-prijs voor Genoeg nu over mij. Confessies van een ervaren schamer (2017)[3]
- 2024: Dr. Wijnaendts Francken-prijs voor de essaybundel Boos meisje. Over vrouwen en frictie (2022)[4]